# Facundo Quintana
Facundo Nicolás Quintana (Veinticinco de Mayo, Argentina; 28 de enero de 1996) es un futbolista argentino. Se desempeña en la posición de extremo o delantero y juega actualmente en Los Andes de la Primera B Metropolitana.

## Trayectoria deportiva

### Nacimiento e infancia
Facundo Quintana nació el 28 de enero de 1996 en la ciudad de 25 de Mayo, Provincia de Buenos Aires. En 2006 su papá lo llevó a una prueba que estaba haciendo  River Plate en Alberti, un pueblo cercano a su lugar de origen. En el primer partido hizo 3 goles y al día siguiente lo convocaron para viajar a Buenos Aires. Allí se sumó a la categoría '96 del Millonario, donde compartió planteles con jugadores que ganaron la Copa Libertadores 2015 como Driussi, Mammana o Boyé.

### Club Atlético River Plate (Inferiores)
Su paso por las juveniles del "millonario" fue duradero y exitoso a la vez, logró el tricampeonato del torneo de inferiores AFA 2007, 2008 (en el cual se convierte en el goleador del equipo y convierte uno de los 5 goles con los que campeonaron en la final nada menos que frente a Boca) y 2009. Jugó allí desde el año 2006 hasta el 2014, donde va en su primera experiencia en el exterior a la U de Chile. Cabe destacar que en su paso por River fue compañero de los antes mencionados Sebastián Driussi, Emanuel Mammana y Lucas Boyé como también de Leandro Vega y Augusto Batalla.

### Club Universidad de Chile (Inferiores)
Llega a la "U" en 2014, participando de torneos de inferiores y concentrando tan solo una vez con el equipo de primera. En 2015 deja el club y vuelve a Argentina.

### Club Estudiantes de La Plata
El 8 de enero de 2015 el empresario Jerónimo Tortorell lo ubica con tan solo 18 años en el Club Estudiantes de La Plata, donde le realizan una prueba futbolística, a la semana firma un contrato y se pone a entrenar con el plantel de reserva.
El 18 de febrero del año 2016, hace su debut en Estudiantes de La Plata, por la primera fecha del Campeonato de Primera 2016 ante el Club Atlético Tigre, reemplazando a Facundo Sánchez.
El 23 del mismo mes, por la segunda fecha del Campeonato de Primera 2016, reemplaza a Gastón Fernandez, en el que sería su segundo partido profesional y su debut en la red frente a Club Atlético Aldosivi, gol que además serviría para la victoria del "pincharrata" por 2 a 1.
Una semana después, en la quinta fecha del Campeonato de Primera 2016 juega por primera vez un partido desde el comienzo frente a Argentinos Juniors en el que convertiría su primer "doblete" con la camiseta del "león", en un partido que finalizó 4 a 1 a favor de Estudiantes.

## Clubes
| Club                         | País      | Año               |
| ---------------------------- | --------- | ----------------- |
| Estudiantes LP               | Argentina | 2015 - 2017       |
| Arsenal                      | Argentina | 2018              |
| Liga de Portoviejo           | Ecuador   | 2019 - 2020       |
| Salamanca Club de Fútbol UDS | España    | 2020 - 2021       |
| Los Andes                    | Argentina | 2021 - Actualidad |

## Estadísticas
- Actualizado al 30 de agosto de 2016.

| Club | Div.       | Temporada  | Liga  | Liga  | Liga   | Copas Nacionales(1) | Copas Nacionales(1) | Copas Nacionales(1) | Torneos Internacionales(2) | Torneos Internacionales(2) | Torneos Internacionales(2) | Total | Total | Total  | Media goleadora(3) |
| Club | Div.       | Temporada  | Part. | Goles | Asist. | Part.               | Goles               | Asist.              | Part.                      | Goles                      | Asist.                     | Part. | Goles | Asist. | Media goleadora(3) |
| --- | ---------- | ---------- | ----- | ----- | ------ | ------------------- | ------------------- | ------------------- | -------------------------- | -------------------------- | -------------------------- | ----- | ----- | ------ | ------------------ |
| Estudiantes de La Plata Argentina                                                                                                | 1.ª        | 2016       | 4     | 3     | 1      | -                   | -                   | -                   | -                          | -                          | -                          | 4     | 3     | 1      | 0,75               |
| Estudiantes de La Plata Argentina                                                                                                | 1.ª        | 2016-17    | 0     | 0     | 0      | -                   | -                   | -                   | -                          | -                          | -                          | 0     | 0     | 0      | 0,00               |
| | Total club | Total club | 4     | 3     | 1      | -                   | -                   | -                   | -                          | -                          | -                          | 4     | 3     | 1      | 0,75               |
| Total | Total      | Total      | 4     | 3     | 1      | -                   | -                   | -                   | -                          | -                          | -                          | 4     | 3     | 1      | 0,75               |
| (1)Incluye Copa Argentina (2)Incluye Copa Libertadores. (3)Media de goles por encuentro. No incluye goles en partidos amistosos. |            |            |       |       |        |                     |                     |                     |                            |                            |                            |       |       |        |                    |